# Port lotniczy Kars
Port lotniczy Kars (IATA: KSY, ICAO: LTCF) – port lotniczy położony 6 km od Kars, w prowincji Kars, w Turcji.

## Linie lotnicze i połączenia
| Linia Lotnicza   | Kierunek                           |
| ---------------- | ---------------------------------- |
| AnadoluJet       | 1. Ankara 2. Stambuł-Sabiha Gökçen |
| Pegasus Airlines | 1. Stambuł-Sabiha Gökçen           |
| SunExpress       | 1. Izmir                           |
| Turkish Airlines | 1. Stambuł                         |